# Ciemnosmreczyńska Turnia
Ciemnosmreczyńska Turnia (słow. Temnosmrečinská veža, Smrečinská veža, niem. Smrečiner Turm, węg. Szmrecsini-torony) – turnia o wysokości 2142 m w grani głównej Tatr pomiędzy Zadnim Mnichem, od którego oddziela go Ciemnosmreczyńska Przełączka (2115 m), a Turniczką Chałubińskiego oddzieloną Przełęczą nad Wrotami (ok. 2055 m). Nazwa pochodzi od Ciemnych Smreczyn w Dolinie Koprowej.
Jest podobna do pobliskiej Kopy nad Wrotami; obydwie mają większą szerokość, niż wysokość. Na zachód od Ciemnosmreczyńskiej Turni widoczne są dwie kulminacje, dawniej włączane w jej masyw, a obecnie traktowane jako oddzielne wzniesienia: Turniczka Chałubińskiego i Kopa nad Wrotami.
Ciemnosmreczyńska Turnia stanowi skalisty grzbiet, do Przełęczy nad Wrotami opadający uskokiem. Jej północne ściany opadające do Doliny za Mnichem mają wysokość do 80 m, południowe, opadające do Doliny Piarżystej (Piargová dolina) około 150 m. W ścianie południowo-zachodniej są trzy żebra przedzielone dwoma depresjami. Prawe żebro tworzy obramowanie żlebu opadającego z Przełączki pod Zadnim Mnichem. Żebro środkowe u góry kulminuje w niewielkiej turniczce, na dole znacznie rozszerza się zajmując połowę szerokości całej ściany, i obrywa ścianą o wysokości około 50 m. Lewe żebro tworzy obramowanie dla żlebu opadającego z Przełęczy nad Wrotami; od strony tego żlebu podcięte jest urwistymi ściankami. Najbardziej strome są dolne części żeber i depresji.
Pierwsze odnotowane wejścia:

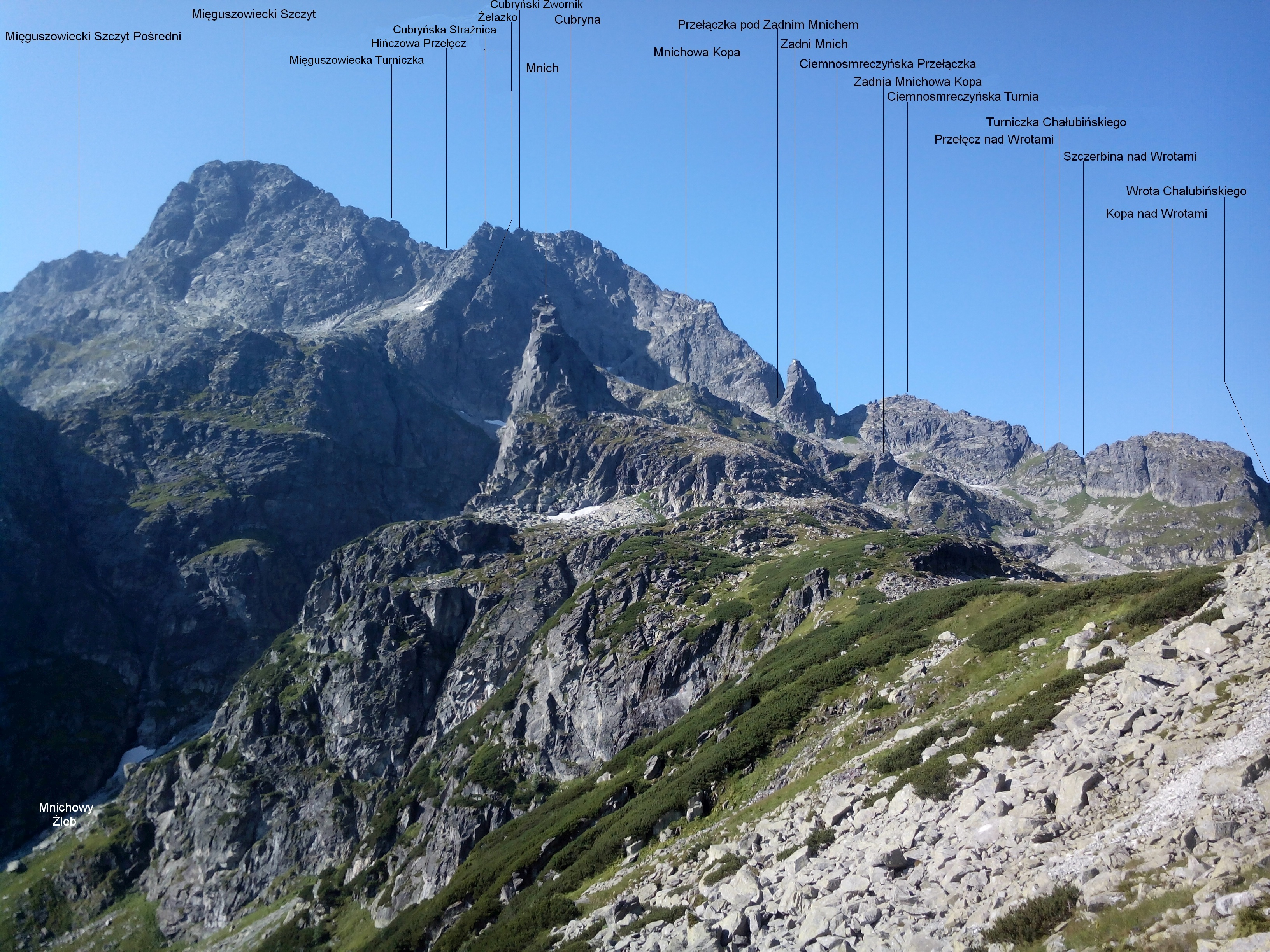
Odcinek grani głównej od północy

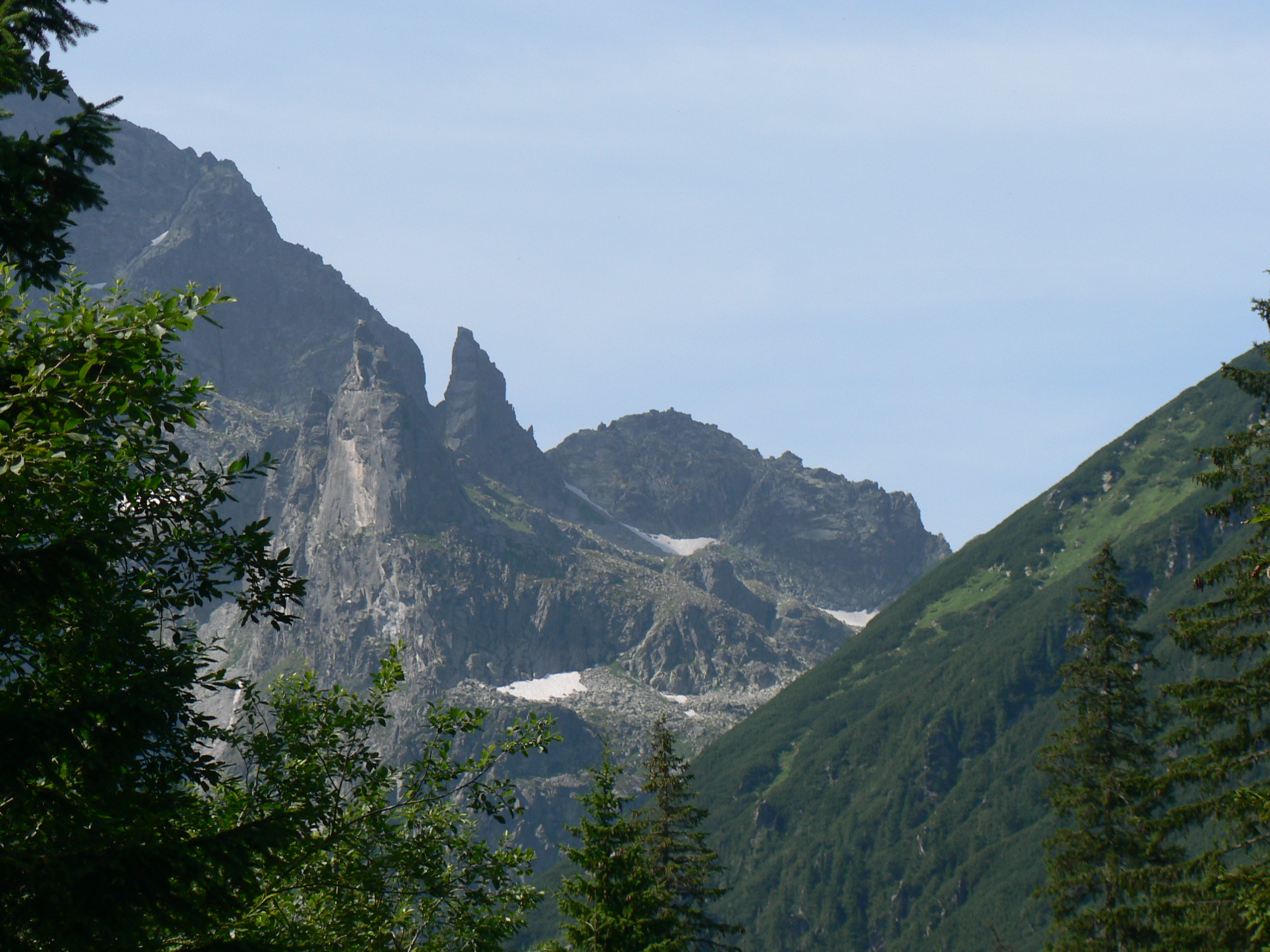
Zadni Mnich, Ciemnosmreczynska Turnia

- latem – Janusz Chmielowski 13 września 1904 r.
- zimą – Wiesław Stanisławski 31 grudnia 1929 r.[3]

Stefan Komornicki i Jerzy Żuławski w 1908 r. zaproponowali, by bezimienną wówczas jeszcze Ciemnosmreczyńską Turnię nazwać imieniem przewodnika Józefa Gąsienicy Tomkowego: Józkowa Turnia. Nazwa ta jednak nie przyjęła się.

## Drogi wspinaczkowe
Przez Ciemnosmreczyńską Turnię nie prowadzi żaden szlak turystyczny, znajduje się ona jednak w rejonie udostępnionym do wspinaczki dla taterników. Stanowi dla nich jednak tylko cel drugorzędny, zastępczy. Drogi wspinaczkowe:
- Południowo-zachodnią granią, z Przełęczy nad Wrotami; II w skali tatrzańskiej, 45 min,
- Prawą częścią północno-wschodniej ściany; II, 15 min,
- Środkową częścią północno-wschodniej ściany; II, 15 min,
- Lewą częścią północno-wschodniej ściany; V, jedno miejsce A0, 2 godz.,
- Wschodnią granią; 0, 5 min,
- Prawym ramieniem prawego żebra; I, 30 min,
- Lewym ramieniem prawego żebra; III, 1 godz. 30 min,
- Prawą depresją; 0+, miejsce I, 30 min,
- Prawą częścią ściany czołowej środkowego żebra, IV+, 30 min,
- Lewą częścią ściany czołowej środkowego żebra, II, 1 godz.,
- Lewą depresją; II, miejsce IV, 1 godz. 30 min,
- Lewym żebrem; II-III, 45 min[2].